# Tamba capatra
Tamba capatra är en fjärilsart som beskrevs av Swinhoe 1903. Tamba capatra ingår i släktet Tamba
 och familjen nattflyn. Inga underarter finns listade i Catalogue of Life.